# 石塘翁氏
石塘翁氏，是浙东著名学术家族，源自浙江宁波府鄞县石塘（今属浙江省宁波市海曙区），因而得名。自清中叶崛起，初代经商，后转以学术为专长。是中国近现代唯一一个辈出中国三院（中研院、中科院、工程院）院士兼中美欧三洲院士的家族，也在大清国共“三朝两党”及中美政府中均任高官，成为近现代中国家族奇迹。

## 三院三国院士
- 翁文灏：中国地质学之父，第一个地质学博士，首创中国地理、地质、地震、资源开采、考古多个第一。1947年当选美国文理学院院士[3]，1948年当选中央研究院首届院士，又当选德国利奥波第那科学院（旧译德国哈勒自然科学院，因总部在德国Halle）、英国皇家地质学会（伦敦）荣誉会员，是中美欧三国院士[4]。又任中国地质学会会长、中国地理学会会长、中国科学社社长、中国工程师学会会长、中国矿冶工程学会会长、中华教育文化基金会董事、协和医学院董事[4]，北大、清华、北师大教授[5]，清华大学代理校长[6]。
- 翁文波（翁文灏堂弟）：中国地球物理之父、预测学宗师[7]，1980年当选中国科学院院士（中国大陆改革开放首届）[8]。
- 翁心植（翁文灏侄子）：“中国控烟之父”[9]，1997年当选中国工程院院士[10]。

## 三朝中美要职
- 翁運高（翁文灏祖父）：年仅26岁清廷特赏内阁中书。
- 翁文灏：13岁考中晚清秀才。民国时期历任南京国民政府教育部长、经济部长、资源委员会委员长、中石油总裁、美援会主委、总统府秘书长、行政院长（行宪后首届）等要职，1949年后任中国政协第二、三届委员[11]，民革中央委員、常務委員[12]。
- 翁文濤（翁文灏弟）：南京国民政府资深外交官。
- 翁心梓（翁文灏侄子）：曾任美国总统顾问、白宫工作组成员[13]。
- 翁孟勇：中国交运部前副部长[14]。

## 世代
主要人物有，
- 1世— 翁开明：上海米业、酒业、酱业商人。
  - 2世— 翁景和：沪上巨贾，创有“大丰号”，是清末中国最大布料进口商、批发商[15]，“大丰”后成为地名[16]。
    - 3世— 翁運高（1839-1889）：字南山，榜名步云，号梯青，大清咸丰五年（1855年）举人，内阁中书。
      - 4世— 翁傳洙（1872-1961）：字勉甫，银行家，以阔绰铺张闻名上海滩，曾花20万两白银买新式小火轮游黄浦江，游毕船即免费赠送友人[17]。
        - 5世— 翁文灏：著名科学家兼政治人物。
          - 6世— 翁心源：石油工程专家，大庆油田总工程师[18]，世称“中国石油输运第一人”[19]。
          - 6世— 翁心翰：飞行员，抗日战争时殉国[20][21]。

        - 5世— 翁文濤，外交官。
          - 6世— 翁心梓：美国华人实业家兼政治人物[13]。与晚晴名臣李鸿章家族通婚，妻李道基是李鸿章曾孙女[22]。
            - 7世— 翁维亚：美籍华人音乐家[23]。

        - 5世— 翁文波：著名科学家。
        - 5世— 翁文澜：留法医学博士，医学家、实业家。
          - 6世— 翁心植：著名医学家[10]。
            -               - 8世— 翁孟勇：政治人物[2]，中国公路学会理事长[24]。

## 其他家属
- 李思浩（翁文灏表兄[25]）：长翁5岁，北洋政府财政中枢，两度财政总长兼中央银行总裁，人称遍仕清民南北国共中英日“六朝”（大清、北洋政府、南京国民政府、港英政府[26]、日治政府、中共政府），中国近世仅此一人[27]。1902年翁考中鄞县秀才，李考中同府慈溪县秀才，1903年二人同赴杭州省试，翁落榜而李中举人，故前清李的科举功名要高翁一等。李入京师大学堂（今北京大学），翁入震旦公学（今复旦大学）继中浙江官费试而留学西洋。民国时李曾任北京政府财长，而翁亦曾任南京政府经济部长，一北一南，都是财经部长级，但翁后任行政院长（相当于内阁制的首相），翁的行政级别高李一级。李曾建言用美元结算中国外债，而翁曾掌“美援”（美援会主任）向美国举债。1949年后，李驻留大陆上海，翁环游世界二年后回北京，李任上海市政协，翁任全国（北京）政协委员，一南一北，均居政协。李逝于上海享寿86岁，翁逝于北京享年81岁，一南一北而李再长翁5岁。二人兄弟可谓“同出同归”，甚为巧合[28]。

## 遗迹
- 原浙江省宁波府鄞县翁氏“枕山居”。

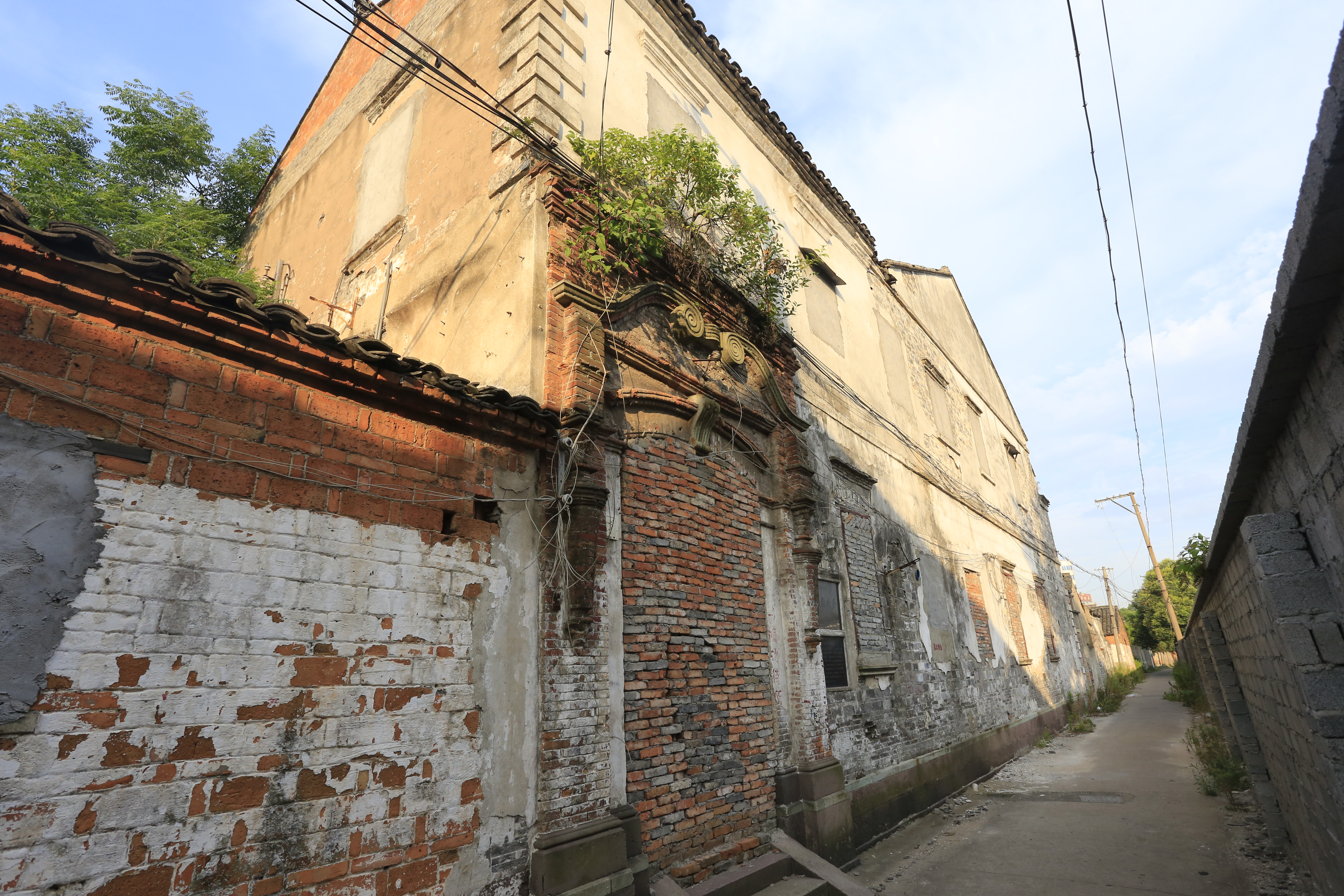
宁波大书院巷11号翁文灏故居

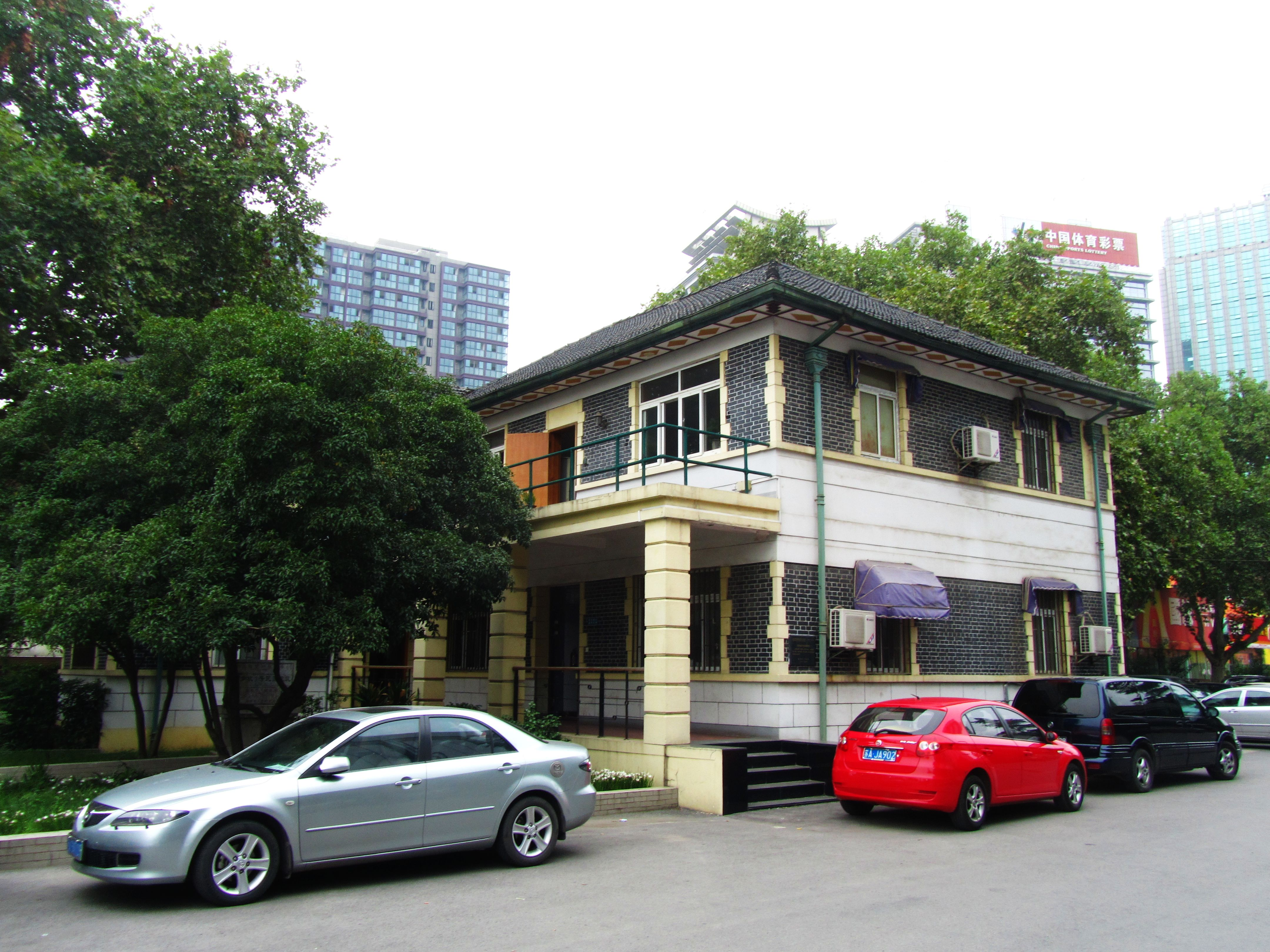
南京百步坡1号翁文灏公馆旧址

- 今浙江省宁波市海曙区大书院巷11号翁文灏故居[29]。
- 今江苏省南京百步坡1号翁文灏行署。
- 今贵州省三穗县翁心翰纪念碑[21]。